# نقاط الضغط

رسم للجهاز العصبي

مناطق الضغط هي مناطق حساسة في جسم الإنسان، تؤثر فيه أكثر من باقي النقاط في الجسم.

## النظرة النمطية

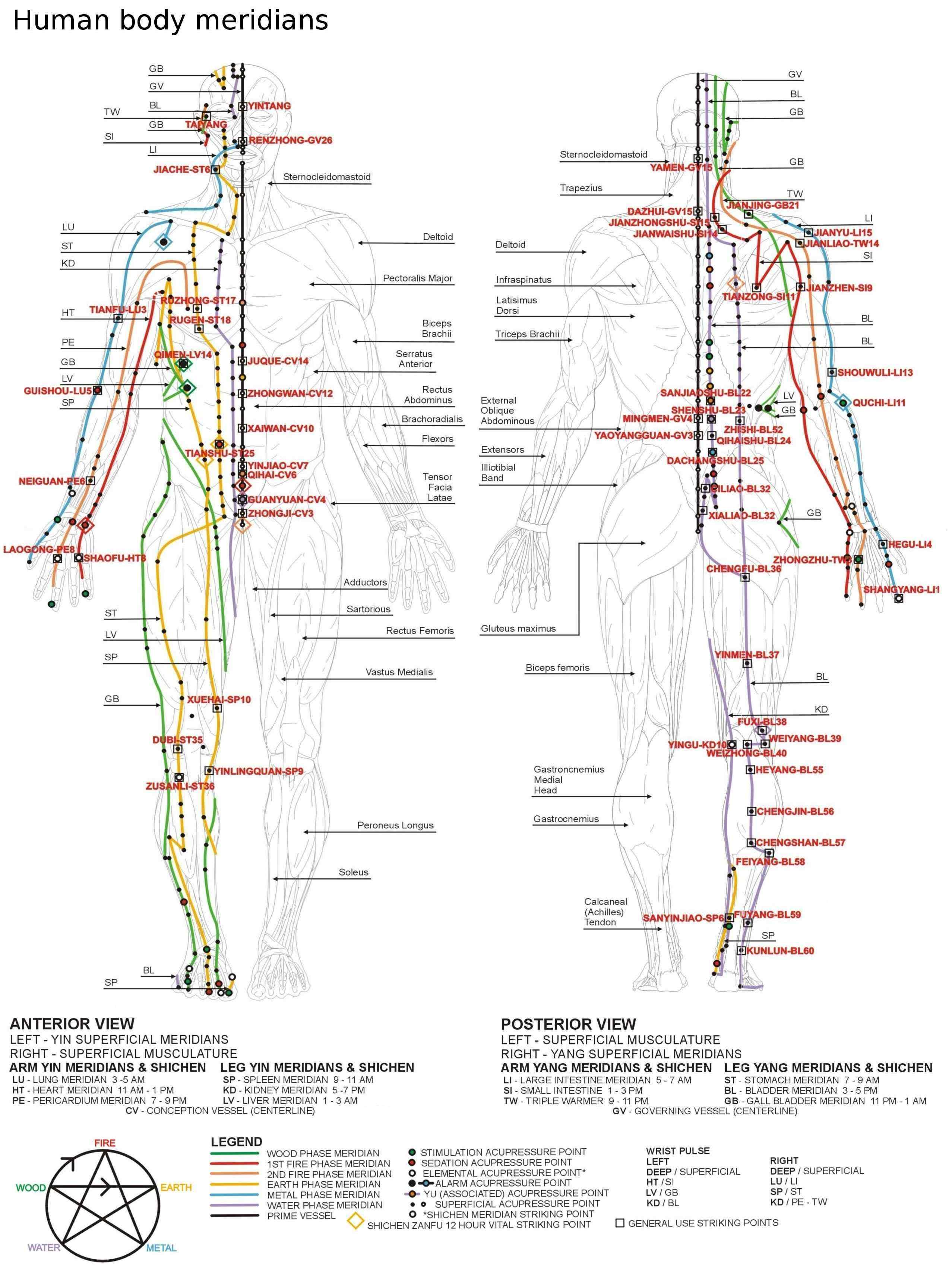
خطوط الطول الصينية

شاع استخدام مصطلح نقاط الضغط في أفلام الفنون القتالية وأفلام الرسوم المتحركة، وفي حقيقة الأمر بعض الأمور التي تقال عنها في هده الأفلام كبعض أفلام الكرتون (سيف النار) هي مجرد زيف وأساطير، وحقيقة الأمر أن هذه المناطق الحساسة إن تم الضغط عليها بشكل مناسب تسبب شلل أو بعض ردود الفعل أو في بعض الحالات الموت لذلك تسمى في بعض فنون القتال الشرقية لمسة الموت.
من بعض أسمائها باللغات الآسيوية:
Tamil: வர்மம் varmam(Japanese: kyūsho 急所 "vital point, tender spot");[1] Chinese: 穴位; Telugu: మర్మ స్థానం Marma Sthanam; Malayalam: മര്‍മ്മം marmam; 
أما أساليب الهجوم عليها فتسمى بالكورية Hyol Do Bup (Hangul: 혈도법; 穴道法) باليابانية kyūsho-jutsu (Japanese: 急所術)

## تاريخ
أول ظهور لها في سجلات الفنون القتالية اليابانية كان في القرن السابع عشر ميلادي في عصر مدرسة الفنون القتالية القديمة الكوريو لكن يعتقد انها اقدم من هدا.
أما في الصين فسميت بـ «ملاكمة» Dim Mk أي لمسة الموت في الترجمات الغربية، وتكتب بالصينية المبسطة 点脉 وبالتقليدية 點脈.
كما ارتبطت بالشاكرا في اليابان فهي ترتبط بالشي أو تشي أو كي في الحضارة الصينية ويؤمنون بارتباطها بقنوات أو شرايين الطاقة في الجسم وعكس باقي الحضارات فيستخدمها الصينيون في الطب الصيني والعلاج وهي غالباً ما تؤتي أكلها، الطب التقليدي الصيني من أنجع أنواع الطب بل أفضل أنواع الطب التقليدي.
هناك ما يسميه فنانو القتال في الصين Qinna وهو التحكم في الجسم فيمكن بفعله شل حركة الخصم أو شل عمل عضلة. وتقنية الشين نا سو تقنية قتالية بامتياز تهدف للدفاع عن النفس ويمكن استخدامها في حالة عدم الرغبة في ايداء الخصم.
و تجدر الإشارة إلا أن بعض الأساليب الصينية أكثر تميزاً في استخدام الأسلوب فيمكن ملاحظة فوارق شاسعة فعلى سبيل المثال الأساليب الجنوبية أكثر اعتماداً عليها وتقنياتها أفضل. هناك ما يفوق سبع مئة تقنية شين نا في كل الفنون القتالية الصينية